# Ariete torpediniere

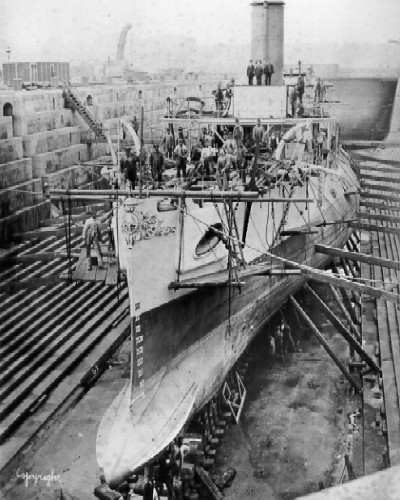
Dettaglio dell'ariete torpediniere britannico HMS Polyphemus

L'ariete torpediniere era un tipo di nave militare che ottenne una limitata diffusione nella seconda metà dell'800. La caratteristica era quella di combinare come arma principale rostro e siluri. 
Si differenzia dall'ariete corazzato, armato unicamente di rostro e cannoni.

## Descrizione
Aveva un dislocamento di 600/800 tonnellate, una rilevante velocità, pari almeno a quella delle siluranti, nonché un poderoso sperone che ne giustificava il nome. 
Fu sostituita dal cacciatorpediniere il quale, a sua volta, abbandonò lo sperone per munirsi di un relativamente poderoso armamento di artiglieria in modo da poter distruggere in breve tempo le torpediniere col cannone. 
Nella Regia Marina furono arieti torpedinieri le navi Tripoli, Aretusa, Monzambano, Goito, Montebello, tutte radiate verso la fine del XIX secolo.